# Устян, Карапет Карапетович
Карапет Карапетович Устян (1902 год, село Аракич, Сухумский округ, Кутаисская губерния, Российская империя — февраль 1966 года) — бригадир колхоза имени Шаумяна Очемчирского района Абхазской АССР, Грузинская ССР. Герой Социалистического Труда (1949).

## Биография
Родился в 1902 году в крестьянской семье в селе Аракич Кутаисской губернии.
В конце 1920-х годов был активным участником движения коллективизации в Абхазии. С 1930 по 1937 года — председатель колхоза в родном селе Аракич. С середины 1940-х годов — бригады табаководческой бригады колхоза имени Шаумяна Очемчирского района.
В 1948 году бригада Карапета Устяна собрала в среднем с каждого гектара по 16,8 центнеров листьев табака сорта «Самсун № 27» на участке площадью 9,3 гектара. Указом Президиума Верховного Совета СССР от 3 мая 1949 года «за получение высоких урожаев кукурузы и табака в 1948 году» удостоен звания Героя Социалистического Труда с вручением ордена Ленина и золотой медали «Серп и Молот».
Этим же указом званием Героя Социалистического Труда были награждены председатель колхоза имени Шаумяна Хевонд Мелконович Грбашян и табаковод колхоза Оганес Геворгович Минасян.
Скончался в феврале 1966 года.